# Serge Livrozet
Serge Livrozet, né le 21 octobre 1939 à Toulon (Var) et mort le 29 novembre 2022 à La Gaude (Alpes-Maritimes), est un écrivain français. Il est connu pour ses combats anticarcéraux contre les quartiers de haute sécurité et la peine de mort et pour son implication dans les mouvances marginales et anarchistes.
Condamné à plusieurs reprises pour divers cambriolages, Serge Livrozet sort de prison en 1972. Il écrit son premier livre, De la prison à la révolte, publié en 1973. Il rencontre Michel Foucault avec qui il crée le Comité d'action des prisonniers ; il participe à la mouvance Marge et au lancement du quotidien Libération.

## Biographie

### De la naissance aux années 1970
Serge Livrozet naît en 1939 à Toulon d’un père inconnu et de Suzanne Macchiavelli (1911-1995) qui était prostituée. Il quitte l’école à treize ans pour apprendre le métier de plombier. À dix-huit ans, il entre dans l'armée de l’air et devient maître-chien.
Ses ennuis commencent en 1961, il est alors à la tête d’une entreprise de publicité, son associé l’escroque. Il cambriole alors sa propre société puis se lance dans une série de vols, sur la Côte d'Azur, dans de riches demeures. Arrêté, il est condamné à cinq ans de prison. Il est incarcéré à la maison centrale de Loos-lès-Lille, il a alors vingt-deux ans. Il profite de ce temps disponible forcé pour passer son baccalauréat et deviendra instituteur de détenus. C’est à ce moment-là que naît son désir d’écrire, moyen de relater son expérience et s’évader.
Sa peine purgée, il est libéré en octobre 1965. Il rencontre sa future femme. Tout en écrivant, il exerce comme démonstrateur dans les foires car, malheureusement, son casier judiciaire lui interdit la pratique de toute autre profession commerciale. C’est à ce moment-là qu’il analyse la délinquance d’un point de vue politique et économique.
Animé par des idées libertaires, il adhère, en 1967, à la Confédération nationale du travail. En mai 1968, il fera partie des premiers à occuper la Sorbonne ; il est blessé par une grenade offensive. Le chemin que prend la lutte le déçoit, mais il reste farouchement accroché à ses idées libertaires. C’est alors qu’il décide de « politiser son illégalité » et s’attaque ainsi, de façon réfléchie, au capital et à ses coffres-forts dans le but de créer une entreprise d’édition indépendante afin de pouvoir exprimer les idées qu’il défend.
Il est arrêté en décembre 1968, passe en cour d’assises pour « crime contre la propriété » sans jamais avoir blessé ni menacé qui que ce soit. Il est condamné à quatre ans de prison. Il purge sa peine pour moitié à la prison de la Santé puis à la centrale de Melun. Ce nouveau temps disponible imposé lui permet d’écrire, de continuer d’étudier et ainsi passer le diplôme d’études comptables supérieures. Toujours engagé politiquement, il participe à l’organisation des premières revendications politiques des détenus, notamment dans l’imprimerie de la centrale (deuxième imprimerie d’État après l'Imprimerie nationale), avec un tract appelant les détenus à une grève sans violence.
Libéré en juillet 1972, il rencontre Michel Foucault avec lequel il correspondait pendant son incarcération. Ils deviennent rapidement amis. C’est en novembre de la même année qu’ils fondent conjointement le Comité d'action des prisonniers (CAP).
Toujours avec Michel Foucault mais également avec Maurice Clavel, Jean-Paul Sartre, Marin Karmitz, Claude Mauriac et Philippe Gavi entre autres, il participe à la création du quotidien Libération,. Le mois suivant voit l’arrivée d’un maoïste qui deviendra célèbre : Serge July. Serge Livrozet abandonne alors l’aventure Libération.
Début 1973, il publie son premier livre aux éditions Mercure de France : De la prison à la révolte. Son ami Michel Foucault en fait la préface, parlant à son sujet de « philosophie du peuple ». C’est la première fois que le système carcéral est analysé des points de vue politique, économique et idéologique par un ex-détenu. Cet ouvrage a, depuis, été régulièrement réédité.
En 1973 et 1974, il est le directeur du centre socioculturel de Bièvres. Avec l’aide de sa femme Annie et de collaborateurs de confiance, il accueille et subvient pendant plusieurs mois aux besoins d’une cinquantaine de familles chiliennes réfugiées en France après le coup d'État de Pinochet. Cette action lui coûtera son poste. Nouveau tournant. Il devient travailleur indépendant et gère ainsi une dizaine d’entreprises.
En juin 1974, à Colmar, il est convoqué comme témoin de la défense d’un détenu accusé d’avoir giflé un juge de l’application qui selon lui refusait de l’écouter. Le détenu voit sa peine s’allonger d’un an ferme. Serge Livrozet est choqué par cette peine injuste, démesurée. Il crie en plein tribunal : « Pourriture de justice française ! » Il est arrêté et, malgré les appels de l’avocat du détenu à se rétracter, il assume et confirme ses propos. Il est condamné à deux mois de prison ferme. Le Canard enchaîné titrera : « Les insultés jugent l’insulteur. » Il sort libre du tribunal après avoir fait appel de la sentence.
Deux mois plus tard, en plein mois d’août, alors qu’il est jugé devant la cour d’appel, le CAP organise à Colmar dans une salle de cinéma les « Assises de la justice ». Il est soutenu par plusieurs centaines de personnes ainsi qu’une vingtaine d’organisations politiques et syndicales qui se rendent dans cette ville. Les journaux locaux, surpris par cet afflux inattendu, notent qu’il y avait plus de CRS dans Colmar que durant la guerre d'Algérie…
Dans le tribunal, c’est le même constat. Les magistrats sont surpris car Serge Livrozet paraît revenir sur ses propos : « Je n’aurais pas dû dire pourriture de justice française… » La surprise fait place à la stupeur lorsqu’il ajoute : « … Mais pourriture de toutes les justices, la française, la russe, l’américaine, etc. » Il devra payer une amende de mille quatre cents francs, échappant ainsi aux barreaux.
En 1975, son combat le mène à lutter contre les QHS. Le CAP organise donc une marche sur Mende qui est qualifiée à cette occasion de « chef-lieu de la Lozère et de la torture ».
En 1976, le CAP coordonne la première manifestation contre la peine de mort. Il rassemble dix mille personnes à Paris. Sa vie est une suite ininterrompue de combats depuis son premier engagement en 1968. Pourtant, comme il l’affirme plaisamment : « L’heure de mes mémoires n’a pas encore sonné. »

### Des années 1980 aux années 2000

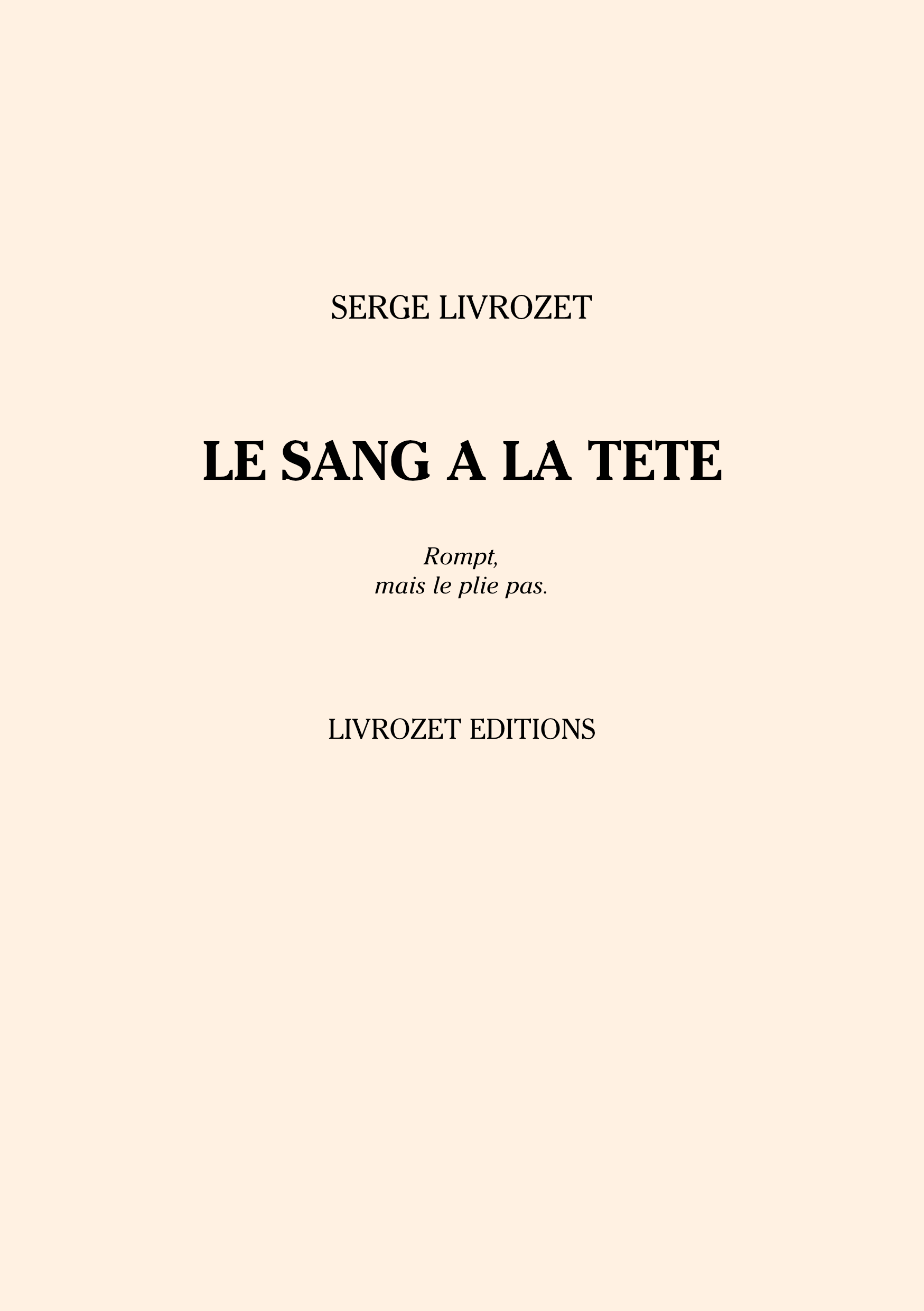
Reproduction de la page de garde du Sang à la tête édité à compte d'auteur en 1978.

Après avoir édité à la fin des années 1970, quelques titres sous le label Livrozet éditions, il fonde au début des années 1980, la maison d’édition Les Lettres libres où il publiera, notamment, ses ouvrages. Parallèlement à ses engagements et combats, il collabore à divers journaux et contribue à la création de nombreux mouvements de libération et de lutte pour plus de justice sociale. Il participe à des centaines de débats, des émissions radiophoniques et télévisées en France et en Europe. Il s’implique également dans plusieurs commissions, comme celle sur la réforme de la cour d’assises.
Réhabilité en 1983, il continue de militer, d’écrire, d’animer divers débats, de rédiger et de dire des sketches, de mener des actions en faveur d’une humanisation des conditions de détention et d’une analyse économique et politique des causes réelles de la délinquance. Il anime également pendant plusieurs années Humeur noire, une émission hebdomadaire sur Radio libertaire.
C’est en 1981 qu’il crée une maison d’édition selon un critère qui lui est cher : l’absence de hiérarchie salariale. Mais, en 1986, rien ne va plus : il est accusé d’être le cerveau d’un réseau de contrefaçon de billets de banque,. Il est question de soixante-dix millions de francs.
En 1989, il est à nouveau présenté devant une cour d’assises pour crime : il sera acquitté. Cependant, les neuf mois de détention provisoire ont une conséquence catastrophique : il perd sa maison d’édition. Son acquittement ne lui permet néanmoins pas d’obtenir une quelconque indemnisation. Le peu d’estime qu’il avait pour la justice disparaît : lorsqu’elle concerne les petites gens, elle n'en fait aucun cas ; surtout s’ils osent contester.
Toujours battant, il anime des ateliers d’écriture dans des milieux défavorisés. C’est par ce biais qu’il permet à des élèves du lycée de Saint-Ouen d’écrire avec lui Le Poulpe au lycée.
Il s’essaie également au cinéma en tant que conseiller technique sur le téléfilm Femme de voyou réalisé en 1991 par Georges Birchansky. Remarqué à la télévision par Laurent Cantet, il fait ses premiers pas de comédien en 2000 dans L’Emploi du temps,. Son rôle est couronné par le prix du meilleur second rôle au Festival du film étranger aux États-Unis d’Amérique, deux ans plus tard.
Serge Livrozet collabore à divers journaux en écrivant des nouvelles ou des articles d’humeur et écrit des livres,.

### Vie privée
Serge Livrozet a été marié à Annie,, morte en 2004 à l’âge de 61 ans, elle avait été claviste à Libération jusqu’en 1990. Annie Livrozet a raconté sa vie de Femme de voyou dans un ouvrage qui a donné lieu à un film réalisé par Georges Birchansky.

### Fin de vie et mort
En 2017, à l'occasion du tournage d'un dernier documentaire qui lui est consacré, Serge Livrozet affirme : « Je vis avec six cents euros alors que d’autres ont six cents millions d’euros pour vivre. Pourquoi ? C’est insupportable, d’autant plus que des gens supportent ça. Jusqu’à ce que je crève, je serai dans cette dialectique […] Alors oui, je considère que le pauvre a le droit de voler les riches, plutôt que d’attendre que les inégalités disparaissent. C’est ce que les libertaires appellent fort justement la récupération individuelle. »
Il meurt à 83 ans des suites d’une longue maladie, à La Gaude dans les Alpes-Maritimes, à son domicile, le 29 novembre 2022,,.

## Publications
- 1973 : De la prison à la révolte, essai, éditions Mercure de France  (ISBN 284405093X) (rééd. à L'Esprit Frappeur)
- 1973 : Diego ou la vie d'un chien de guerre, roman, éditions Mercure de France  (ISBN 2715210221)
- 1976 : La Rage des murs, roman, éditions Mercure de France  (ISBN 2715210507)
- 1976 : Aujourd'hui, la prison, essais, éditions Hachette[27]
- 1977 : Hurle ! essai, éditions Presses d'aujourd'hui
- 1980 : Le Sang à la tête, roman, éditions Lettres libres
- 1980 : Jéva de Nazareth, roman fantastique, éditions Lettres libres
- 1981 : La Rue aux ours, contre-enquête, éditions Lettres libres
- 1982 : Lettre d'amour à l'enfant que je n'aurai pas, pamphlet, éditions Lettres libres (rééd. à L'Esprit frappeur, 2022)
- 1985 : La Dictature démocratique, essai, éditions Lettres libres[28]
- 1989 : L'Empreinte, témoignage, éditions La Brèche
- 1992 : L'Outrage en plus, roman noir, éditions Manya  (ISBN 2878960513)
- 1995 : La Femme truquée, roman noir, éditions Encrages, collection les Belles lettres  (ISBN 2906389501)
- 1997 : Nice, baie d'aisance, roman, éditions Baleine coll Le Poulpe (ISBN 2842190793)
- 2017 : Irons-nous aux voix ? pamphlet, éditions L’Esprit frappeur  (ISBN 9791093279015)

- Gallica - Bibliothèque nationale de France, Documents consultables en ligne.

## Filmographie
- 2001 : L'Emploi du temps film de Laurent Cantet ; rôle de Jean-Michel[3].
- 2014 : Sur les toits, un documentaire de Nicolas Drolc[29]
- 2015 : Vendeur, film de Sylvain Desclous
- 2017 : La mort se mérite, digressions avec Serge Livrozet, un documentaire de Nicolas Drolc[30],[31],[19]